# Le Frère du loup
Le Frère du loup (titre original : Wolf's Brother) est un roman de fantasy de l'écrivain américain Megan Lindholm, plus connue sous le nom de Robin Hobb, et publié aux États-Unis en 1988 et en France en 2005. Il est le second volume du diptyque Le Peuple des rennes.

## Résumé
Carp le chaman a retrouvé Kerleu et termine son apprentissage. Tillu a intégré la tribu du peuple des rennes. Les manœuvres de Joboam visant à prendre la place de Capiam, le maître des hardes, prennent toute leur ampleur et il faut toute l'intelligence et la sagacité de Tillu, Kerleu et Heckram pour en venir finalement à bout.

## Éditions
- Wolf's Brother, Ace Books, 1er septembre 1988, 236 p.  (ISBN 0-441-71234-7)
- Le Frère du loup, Le Pré aux clercs, coll. « Fantasy », 21 avril 2005, trad. Maryvonne Ssossé, 275 p.  (ISBN 978-2-84228-197-7)
- Le Frère du loup, Pocket, coll. « Fantasy » no 5905, 12 mars 2008, trad. Maryvonne Ssossé, 351 p.  (ISBN 978-2-266-16035-3)
- Le Frère du loup, in volume Le Peuple des rennes - L'Intégrale, Le Pré aux clercs, coll. « Fantasy », 3 mai 2012, trad. Maryvonne Ssossé, 694 p.  (ISBN 978-2-84228-495-4)
- Le Frère du loup, in volume Le Peuple des rennes - L'Intégrale, Pocket, coll. « Fantasy » no 7138, 10 octobre 2013, trad. Maryvonne Ssossé, 554 p.  (ISBN 978-2-266-24074-1)
- Le Frère du loup, in volume Le Peuple des rennes, ActuSF, 9 juillet 2021, trad. Maryvonne Ssossé, 500 p.  (ISBN 978-2-37686-372-4)